# Demania mortenseni
Demania mortenseni is een krabbensoort uit de familie van de Xanthidae. De wetenschappelijke naam van de soort is voor het eerst geldig gepubliceerd in 1925 door Odhner.